# Inter City Firm
L'Inter City Firm (ICF) è stata una delle firm (termine in lingua inglese che indica i gruppi organizzati di hooligan) del Regno Unito. Legata alla squadra del West Ham United di Londra, è stata attiva negli anni settanta e ottanta. L'ICF si rese protagonista di battaglie con altri gruppi hooligan e divenne celebre per la particolare tenacia con cui prendeva parte agli scontri. 

## Storia
La gang prende il nome dai mezzi di trasporto utilizzati dai suoi componenti per assistere alle trasferte, i treni InterCity preferiti ai convogli speciali riservati ai tifosi: l'utilizzo di questi treni rendeva più facile eludere il controllo delle forze dell'ordine. Un'altra firm, la 6:57 Crew del Portsmouth, utilizzava i treni regionali delle sei del mattino per mischiarsi con i pendolari. Quando la polizia si accorse del trucco, l'ICF e altri gruppi analoghi iniziarono a muoversi con furgoncini.
Così come altre firm della fine degli anni settanta, l'Inter City Firm adottò il cosiddetto stile casual, ossia l'abbandono di ogni capo di abbigliamento che facesse riferimento alla propria squadra per potersi muovere con maggiore libertà durante le trasferte. 
Negli scontri che vedevano la ICF vincitrice sugli avversari (la rivalità più accesa era con la firm del Millwall), i componenti della gang lasciavano sul luogo dello scontro alcuni biglietti con la dicitura Congratulations, You Have Just Met the ICF ("Congratulazioni, hai appena incontrato l'ICF"). Uno dei leader dell'ICF, Cass Pennant, ha intitolato così un libro che narra la storia del gruppo (pubblicato in italiano con il titolo Congratulazioni, hai appena incontrato la I.C.F. (West Ham United) da Baldini+Castoldi nel 2004). Oltre all'odio verso le firm rivali, gli hooligans dell'ICF nutrivano una forte ostilità verso la polizia, i giornalisti e gli yankee (gli statunitensi). 

## Nei media
Le vicende dell'Inter City Firm hanno inoltre ispirato il film Hooligans del 2005 con Elijah Wood, sebbene il nome della firm sia stato cambiato in Green Street Elite (GSE).